# Wake Me Up (песня Twice)
«Wake Me Up» − сингл, записанный южнокорейской гёрл-группой Twice. Это третий полноценный японский сингл группы, содержащий также три других трека. Песня была предварительно выпущена как цифровой сингл 25 апреля 2018 года, а сингл CD был выпущен 16 мая Warner Music Japan.

## Предпосылки и релиз
1 апреля 2018 года Twice объявили о выпуске своего третьего японского сингла под названием «Wake Me Up», а также новости о том, что група появятся в телевизионной рекламе для ABC-Mart и Nike Air Max. Реклама с участием «Wake Me Up» начала транслироваться по всей стране в Японии 5 апреля. Полная песня была впервые показана на Tokyo FM в School of Lock! 24 апреля он был выпущен в виде цифрового сингла на различных музыкальных интернет-порталах на следующий день. Полное музыкальное видео было также выпущено онлайн 25 апреля.

## Композиция
«Wake Me Up» был написан Ацуши Симада, Луиза Фрик Свин и Альбин Нордквист, с текстами, написанными Нацуми Ватанабэ. Он был описан как оптимистичная танцевальная песня, которая «призывает людей не сдаваться и продолжать идти вперед».

## Промоушен
«Wake Me Up» впервые прозвучал на Music Station 25 мая 2018 года. Также песня прозвучала на концерте Twice 2nd Tour: Twiceland Zone 2 – Fantasy Park в Сайтаме и Осаке. 3 августа, это было исполнено на  Music Station 2-часовой специальный эпизод.

## Коммерческий успех
CD сингл дебютировал на вершине ежедневного рейтинга Oricon Singles Chart с 129,275 единиц, проданных в день его выпуска, побив рекорд самых высоких продаж в первый день для корейских гёрл-групп в Японии. Он возглавил еженедельный график синглов Oricon с 262,658 проданными копиями, в то время как Billboard Japan записал продажи 299,195 единиц с 14-20 мая 2018 года. Это третий релиз подряд котопый превысить 200,000 продаж в первую неделю, что делает группу первым иностранным артистом в Японии.
Также сообщалось, что «Wake Me Up» разошелся тиражом 471,438 экземпляров по предварительным заказам, а к 28 мая он превысил 500,000 отправлений. 8 июня он стал первым синглом иностранных исполнителей, который был сертифицирован двойной платиной RIAJ.

## Трек-лист
| №                   | Название                       | Текст песни               | Музыка                                             | Arrangement         | Длительность |
| ------------------- | ------------------------------ | ------------------------- | -------------------------------------------------- | ------------------- | ------------ |
| 1.                  | «Wake Me Up»                   | Natsumi Watanabe          | Atsushi Shimada Louise Frick Sveen Albin Nordqvist | Atsushi Shimada     | 3:31         |
| 2.                  | «Pink Lemonade»                | Lauren Kaori Yu-ki Kokubo | Lauren Kaori Kohei Yokono                          | Kohei Yokono        | 3:40         |
| 3.                  | «Wake Me Up» (Instrumental)    |                           | Atsushi Shimada Louise Frick Sveen Albin Nordqvist | Atsushi Shimada     | 3:31         |
| 4.                  | «Pink Lemonade» (Instrumental) |                           | Lauren Kaori Kohei Yokono                          | Kohei Yokono        | 3:40         |
| Общая длительность: | Общая длительность:            | Общая длительность:       | Общая длительность:                                | Общая длительность: | 14:22        |

| №  | Название                                | Длительность |
| -- | --------------------------------------- | ------------ |
| 1. | «Wake Me Up» (Music video)              |              |
| 2. | «Wake Me Up» (Music video making movie) |              |

| №  | Название                                    | Длительность |
| -- | ------------------------------------------- | ------------ |
| 1. | «Brand New Girl» (Music video)              |              |
| 2. | «Brand New Girl» (Music video making movie) |              |
| 3. | «Jacket shooting making movie»              |              |

## Чарты
| Чарты (2018)                    | Пиковые позиции |
| ------------------------------- | --------------- |
| Япония (Japan Hot 100)          | 1               |
| Япония (Oricon)                 | 1               |
| Япония цифровые синглы (Oricon) | 14              |

| Чарты (2018)           | Позиция |
| ---------------------- | ------- |
| Япония (Japan Hot 100) | 18      |
| Япония (Oricon)        | 19      |

## Сертификация
| Регион                                                      | Сертификация  | Продажи  |
| ----------------------------------------------------------- | ------------- | -------- |
| Япония (RIAJ)                                               | 2× Платиновый | 500 000^ |
| ^ Данные о тиражах приведены только на основе сертификации. |               |          |

## Награды и номинации
| Год  | Номинация                | Категория    | Результат | Ссылка |
| ---- | ------------------------ | ------------ | --------- | ------ |
| 2018 | 60th Japan Record Awards | Гранд приз   | Номинация | [ 22 ] |
| 2018 | 60th Japan Record Awards | Лучшая песня | Победа    | [ 22 ] |